# ロシオリイ・デ・ヴェデ
ロシオリイ・デ・ヴェデ（ルーマニア語: Roşiorii de Vede）は、ルーマニアのテレオルマン県にある都市。ロシオリ・デ・ヴェデ (Roşiori de Vede) やルシイ・デ・ヴェデ (Ruşii de Vede) などとも呼ばれる。
ルーマニアでも最も古い都市のひとつで、初めて歴史上に登場するのは1385年のこと、2人のドイツ人がエルサレム巡礼の折にRussenartという町に数日滞在したとある。
ゆかりのある有名人にはユリアン・ミュー、ラドゥ・グラマティク、アレクサンドル・デパラチャヌ、ガラ・ガラクティオン、ペトル・ベール、ザハリャ・スタンク、マリン・プレダなどがいる。